# Mąż z grzeczności
Mąż z grzeczności – komedia spółki autorskiej: Adolfa Abrahamowicza i Ryszarda Ruszkowskiego. Prapremiera odbyła się 9 lutego 1885.

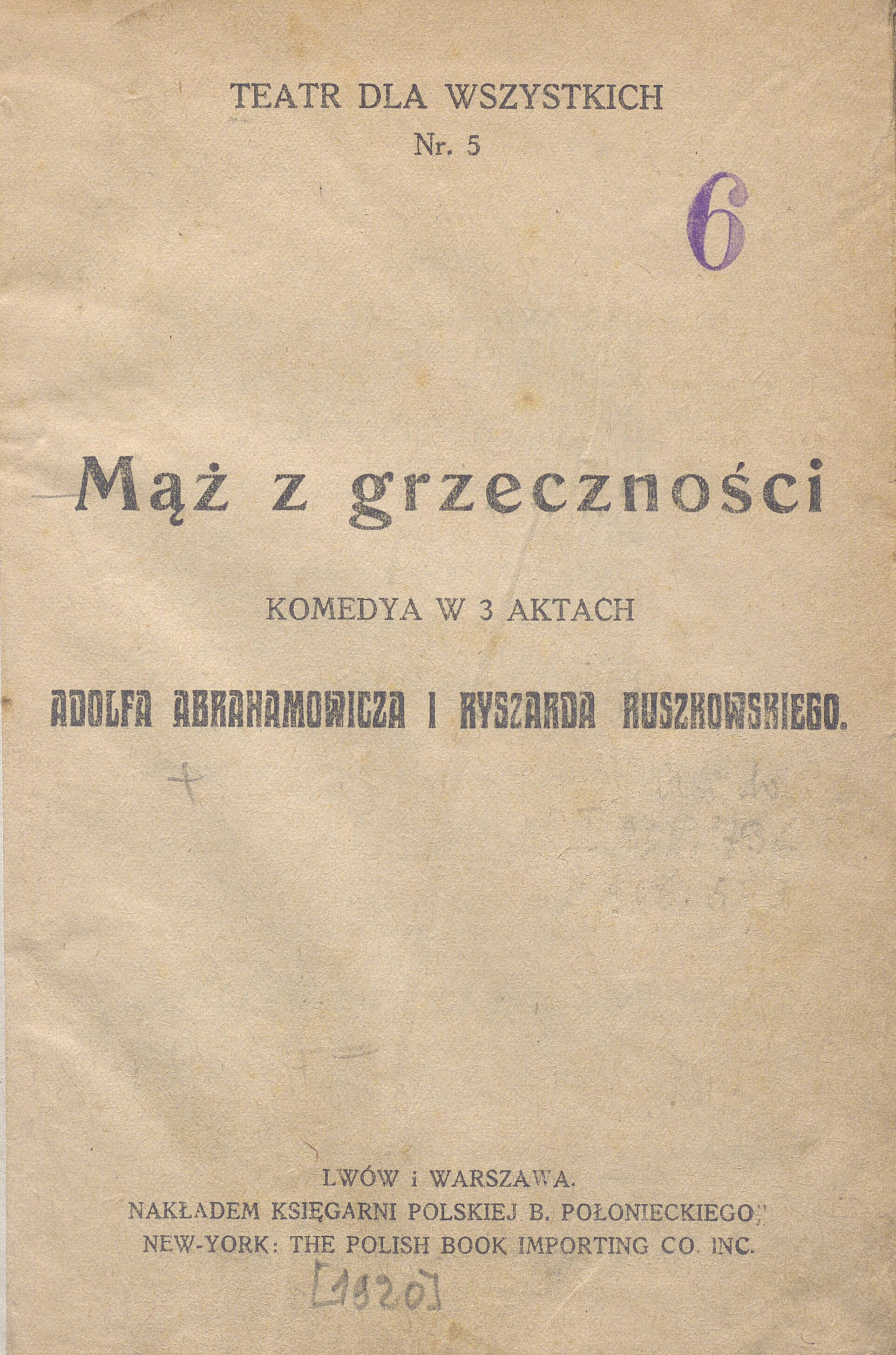
Mąż z grzeczności (1920)

## Treść
Utwór stanowi przykład dramatu mieszczańskiego. Prezentuję sylwetkę pana Hilarego, najgrzeczniejszego człowieka pod słońcem, który tak dalece troszczy się o to, by nikogo nie urazić, że godzi się na zawarcie związku małżeńskiego. Po ślubie jest natomiast tak uległym i bezwolnym mężem, że żona ma już go w końcu dość i chce odejść, co motywuje Hilarego do przemiany.

## Inscenizacje (wybór)[1]
- Teatr Letni w Poznaniu (1919, reż. Ludwik Dybizdański)
- Teatr Miejski w Bydgoszczy (1921, reż. Józef Karbowski)
- Teatr Narodowy w Poznaniu (1922, reż. Kajetan Kopczyński)
- Teatr Reduta w Wilnie (1927)
- Teatr Nowy im. Heleny Modrzejewskiej w Poznaniu (1928, reż. Jan Kochanowicz)
- Lotnicza Czołówka Teatralna (1944, reż. Stanisłąw Zięciakiewicz)
- Teatr Miejski im. Juliusza Słowackiego w Krakowie (1945, reż. Jerzy Leszczyński)
- Teatr Miejski w Sosnowcu (1945, reż. Włodzisław Ziembiński)
- Teatr Miejski im. Wojciecha Bogusławskiego w Kaliszu (1948, reż. Stanisław Skalski)

## Spektakl radiowy
W 2020 r. w Polskim Radio Lublin wyemitowano spektakl Mąż z grzeczności (adaptacja Małgorzata Żurakowska).